# 王賜大
王賜大（越南语：／；？—？），越南清化省壽春縣人，阮朝官員。

## 生平
王賜大早年為殖民政府服務，在清化省公使座擔任翻譯。啟定初，王賜大任奠磐知府。啟定四年（1919年），升任乂安布政使。啟定六年（1921年），升任廣平布政使。次年（1922年），升任承天府尹。啟定八年（1923年）正月，升署治平巡撫。保大二年（1927年），改任慶和巡撫。保大三年（1928年），升任平富總督。保大五年（1930年），升任工部尚書，並充機密院大臣。保大六年（1931年），授協佐大學士。保大八年四月八日（1933年5月2日），保大帝改組內閣，罷免諸位尚書。王賜大以協佐大學士身份致事。同年六月十日（8月1日），阮廷加太子少保衔，法國政府授予法國榮譽軍團勳章軍官勳位（第四項北斗佩星）。